# Jasaviurt
Jasaviurt (en ruso: Хасавюрт; en kumyko: Хасав-юрт, lit. 'Ciudad de Jasav'; en avar: Хасавхъала; en lezgui: Хасавюрт; en checheno: Хаси-Эвл) es una ciudad del suroeste de Rusia, ubicada en la República de Daguestán, Distrito federal del Cáucaso Septentrional. Es la segunda ciudad más grande de Daguestán, tan solo superada por la capital, Majachkalá.

## Historia
Antes del surgimiento de la ciudad e incluso de la llegada del Imperio ruso, los cumucos, un pueblo descendiente de los cumanos, ya tenían presencia en la zona, conocida como llanura cumuca o planicie cumuca. En la zona de Jasaviurt, los cumucos tenían un puesto de guardia cercano al río Yariksu, que funcionaba como defensa ante las incursiones hostiles y la protección de los rebaños de ganado. Este puesto fronterizo se llamaba Suvuk burshumuk (en kumyko: Сувукъ буршумукъ, lit. 'Campamento de la Guardia Fría'). La situación original de Jasaviurt, coincidiría con la frontera entre dos principados cumucos: Los principados de Endirey y Kostekiv.
La actual ciudad de Jasaviurt fue fundada en 1826, 10 meses después de que las tropas zaristas destruyeran la ciudad de Vieja Aksai, capital del principado homónimo, de donde se nutrió un motín encabezado por un mulá llamado Muhammad. Los sucesos posteriores al fin del motín hicieron que el general Alekséi Yermólov decidiera la destrucción y reasentamiento de la población de Vieja Aksai.
El fundador oficial de la aldea de Jasaviurt fue el príncipe cumuco Jasav Jamzaev de Kostek, que era descendiente lejano de Sultán-Mahmud de Endirey. Jasav Jamzaev fundó la aldea en 1826 como una población que sirviera como cobertura contra las incursiones en Endirey. La aldea recibió el nombre de su fundador Jasav, y se traduce en cumuco como «Ciudad [Población] de Jasav».
En noviembre de 1831, el Imán Ghazi Muhammad realizó una rápida incursión en Kizliar y todo el norte daguestaní, destruyendo la aldea de Jasaviurt en el proceso. En el mismo año, la aldea de Jasaviurt dejó de existir, y más tarde el propio príncipe Jasav, benefactor de la misma, murió. Jasaviurt fue restaurada más tarde, pero primero como una fortificación, y más tarde como un asentamiento.
La ciudad no contó inicialmente con mucho apoyo a su reconstrucción, hasta que en 1843, el oficial alemán báltico del ejército ruso, Robert Friedrich Freytag, propuso la reconstrucción de Jasaviurt como fortaleza para proteger la planicie cumuca de las incursiones del Imán Shamil desde las montañas occidentales. Los trabajos comenzaron el 4 de mayo de 1846, llamándose la fortaleza igual que el río: Yariksu kála (en kumyko: Ярык-сув къала, lit. 'Fortaleza de Aguas Blancas'). Se pidió a los hijos de Jasav, Adilgerey y Tatarjan Jamzaev que se convirtieran en benefactores de la nueva fortaleza, lo que formalizaron en un acta el 17 de enero de 1847 en el que compraron las tierras alrededor de la misma con una extensión de 651 sazhens (1389 m) y el compromiso de azaques al clero local. Esta zona se nombró «tierra de Jasaviurt».
En 1848 se añadió un baluarte más a la fortificación de adobe y en 1867, tras el final de la Guerra del Cáucaso y la reforma organizativa del Cáucaso Septentrional por parte de la administración imperial rusa, la administración del Óblast del Térek le confirió el estatus de asentamiento civil (desde 1846 había tenido consideración de fortaleza militar). Dos años más tarde, en 1869, se creó el distrito de Jasaviurt dentro del óblast del Térek.
Para el 1 de enero de 1917, la población de Jasaviurt alcanzó los 14 028 habitantes, de los cuales 10 494 eran residentes permanentes. La composición étnica del asentamiento era diversa: rusos/ucranianos/bielorrusos en un 50,5%, cumucos en un 33 %, juhurim en un 6%, alemanes/alemanes del Volga/alemanes bálticos y persas en un 5 % cada uno.
A finales de abril de 1918, en el contexto de los esfuerzos por establecer la República de las Montañas del Cáucaso Septentrional, Jasaviurt fue incendiada por segunda vez, pero esta vez por el destacamento Uzún Hadjí, que ya lo intentó en 1917, siendo detenido aquel año gracias a un tren blindado de la Comuna de Bakú que protegió la línea Jasaviurt-Gudermés. Después de la Guerra civil, Jasaviurt fue restaurada por los residentes locales.
Ya como parte de la Unión Soviética, le fue conferido el estatus de ciudad el 10 de agosto de 1931.
Del 29 de septiembre al 3 de octubre de 1964, se produjeron disturbios masivos en Jasaviurt (hasta 700 personas participaron en los disturbios) por motivos étnicos (el conflicto checheno-lak). Varias personas fueron detenidas y 9 de ellas fueron procesadas. El conflicto surgió en relación con el reasentamiento de los laks en las aldeas chechenas occidentales (actual distrito de Novolksky).
A finales de agosto de 1996, Aslán Masjádov y el Secretario del Consejo de Seguridad de Rusia, Aleksandr Lébed, firmaron en la ciudad los acuerdos de Jasaviurt sobre el cese de las hostilidades en Chechenia y la retirada gradual de las tropas rusas del territorio de la República tras la primera guerra chechena.

## Población
| Año       | 1906  | 1939   | 1959   | 1989   | 2002    | 2010    |
| Población | 4.619 | 23.368 | 34.194 | 70.514 | 121.817 | 131.187 |

## Clima
| Parámetros climáticos promedio de Khasaviurt | Parámetros climáticos promedio de Khasaviurt | Parámetros climáticos promedio de Khasaviurt | Parámetros climáticos promedio de Khasaviurt | Parámetros climáticos promedio de Khasaviurt | Parámetros climáticos promedio de Khasaviurt | Parámetros climáticos promedio de Khasaviurt | Parámetros climáticos promedio de Khasaviurt | Parámetros climáticos promedio de Khasaviurt | Parámetros climáticos promedio de Khasaviurt | Parámetros climáticos promedio de Khasaviurt | Parámetros climáticos promedio de Khasaviurt | Parámetros climáticos promedio de Khasaviurt | Parámetros climáticos promedio de Khasaviurt |
| Mes                                          | Ene.                                         | Feb.                                         | Mar.                                         | Abr.                                         | May.                                         | Jun.                                         | Jul.                                         | Ago.                                         | Sep.                                         | Oct.                                         | Nov.                                         | Dic.                                         | Anual                                        |
| -------------------------------------------- | -------------------------------------------- | -------------------------------------------- | -------------------------------------------- | -------------------------------------------- | -------------------------------------------- | -------------------------------------------- | -------------------------------------------- | -------------------------------------------- | -------------------------------------------- | -------------------------------------------- | -------------------------------------------- | -------------------------------------------- | -------------------------------------------- |
| Temp. máx. media (°C)                        | 1.4                                          | 2.7                                          | 7.7                                          | 16                                           | 22.5                                         | 27                                           | 29.7                                         | 28.9                                         | 23.6                                         | 16.5                                         | 9.3                                          | 4                                            | 15.8                                         |
| Temp. media (°C)                             | -1.8                                         | -0.7                                         | 3.8                                          | 10.9                                         | 17.3                                         | 21.8                                         | 24.6                                         | 23.8                                         | 18.6                                         | 12.1                                         | 5.9                                          | 1.1                                          | 11.5                                         |
| Temp. mín. media (°C)                        | -5                                           | -4.1                                         | 0                                            | 5.9                                          | 12.2                                         | 16.6                                         | 19.5                                         | 18.8                                         | 13.7                                         | 7.8                                          | 2.6                                          | -1.8                                         | 7.2                                          |
| Precipitación total (mm)                     | 20                                           | 23                                           | 22                                           | 32                                           | 51                                           | 60                                           | 43                                           | 35                                           | 40                                           | 36                                           | 30                                           | 22                                           | 414                                          |
| Fuente: Climate-data.org                     |                                              |                                              |                                              |                                              |                                              |                                              |                                              |                                              |                                              |                                              |                                              |                                              |                                              |

## Ciudades hermanadas
- Nablus, Palestina
- Yalova, Turquía[9]